# اندائوک هائب
اندائوک هائب (به لاتین: Andaeuk Haeb) یک منطقهٔ مسکونی در کامبوج است که در Battambang Province واقع شده‌است.